# Articulation lombo-sacrale
 (juin 2024).
L'articulation lombo-sacrale (ou articulation lombo-sacrée ou articulation sacro-vertébrale) est l'ensemble des articulations qui unissent la dernière vertèbre lombaire (L5) au sacrum.
Elle se différencie des articulations entre les vertèbres lombaires par une inclinaison à 45° de la surface articulaire du sacrum et par l'orientation médiale et postérieure des apophyses articulaires formant les articulations zygapophysaires. Le disque intervertébral de la symphyse intervertébrale forme une saillie antérieure par rapport au promontoire du sacrum.